# Madamina, il catalogo è questo
"Madamina, il catalogo è questo" è un'aria per basso (o per baritono) contenuta nell'opera di Mozart Don Giovanni su libretto di Lorenzo Da Ponte realizzata nel 1787.

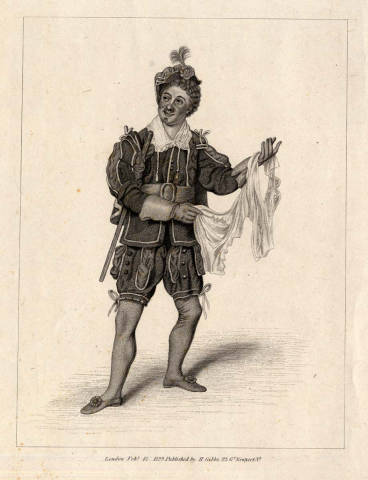
Leporello

Viene eseguita nel primo atto dell'opera, alla scena quinta dal servitore Leporello che si rivolge a Donna Elvira. Consiste nella descrizione e nel conteggio delle conquiste di don Giovanni stesso e delle sue preferenze in fatto di donne.
Il primo basso a cantarla è stato Felice Ponziani nel 1787 a Praga, seguito da Francesco Benucci nel 1788 a Vienna.
Nel corso degli anni, si sono distinti tanti grandi interpreti di Leporello, sia bassi che baritoni. Ricordiamo i più celebri: Emil Fischer, Édouard de Reszke, Marcel Journet, Fyodor Chaliapin, Tancredi Pasero, Salvatore Baccaloni, Alexander Kipnis, Erich Kunz, Walter Berry, Rolando Panerai, Fernando Corena, Sesto Bruscantini, Giuseppe Taddei, Ezio Flagello, Samuel Ramey, Ferruccio Furlanetto, Alessandro Corbelli, Lucio Gallo, Bryn Terfel, Ildebrando D'Arcangelo, Nicola Ulivieri e Luca Pisaroni.

## Testo
Madamina, il catalogo è questo

Delle belle che amò il padron mio;

un catalogo egli è che ho fatt'io;

Osservate, leggete con me.

In Italia seicentoquaranta;

In Alemagna duecento e trentuna;

Cento in Francia, in Turchia novantuna;

Ma in Ispagna son già mille e tre.

V'han fra queste contadine,

Cameriere, cittadine,

V'han contesse, baronesse,

Marchesane, principesse.

E v'han donne d'ogni grado,

D'ogni forma, d'ogni età.

Nella bionda egli ha l'usanza

Di lodar la gentilezza,

Nella bruna la costanza,

Nella bianca la dolcezza.

Vuol d'inverno la grassotta,

Vuol d'estate la magrotta;

È la grande maestosa,

La piccina è ognor vezzosa.

Delle vecchie fa conquista

Pel piacer di porle in lista;

Sua passion predominante

È la giovin principiante.

Non si picca – se sia ricca,

Se sia brutta, se sia bella;

Purché porti la gonnella,

Voi sapete quel che fa.

## Struttura e versioni precedenti
Le due parti dell'aria si presentano invertite rispetto al classico ordine della cavatina seguita dalla cabaletta: nella prima sezione, un allegro in 4/4 in cui riepiloga il numero e la nazionalità delle amanti di don Giovanni, mentre nella seconda, un andante con moto in 3/4, la cui melodia riecheggia quella del larghetto dal Quintetto per pianoforte e fiati dello stesso Mozart, descrive le sue preferenze e le sue modalità d'approccio, destando l'orrore di donna Elvira.
Una scena analoga nella quale don Giovanni espone il catalogo era già presente in varie versioni della storia di don Giovanni appartenenti alla tradizione della Commedia dell'arte: probabilmente la prima istanza è da trovarsi ne Il convitato di pietra di Andrea Cicognini. Il precedente più vicino (che anticipò Mozart nel 1787 di pochi mesi) fu Don Giovanni, o sia Il convitato di pietra composta da Giuseppe Gazzaniga su libretto di Giovanni Bertati. Nell'opera di Gazzaniga, l'aria in cui il servitore Pasquariello elenca le conquiste di don Giovanni a donna Elvira inizia così:
Dell'Italia, ed Alemagna

ve ne ho scritte cento, e tante.

Della Francia, e della Spagna

ve ne sono non so quante:

fra madame, cittadine,

artigiane, contadine,

cameriere, cuoche, e sguattere;

perché basta che sian femmine

per doverle amoreggiar.

[…]

## Commento
Søren Kierkegaard tratta di quest'aria nella sezione "Gli stadi erotici immediati, ovvero il musicale-erotico" all'interno di Aut-Aut. Egli congettura che il numero 1003, quello delle conquiste spagnole del protagonista, possa essere il rimasuglio della leggenda originale di don Giovanni; inoltre nella stranezza e nell'arbitrarietà del numero si può intravedere la non completezza di una lista che aspetta ancora di essere riempita. Kierkegaard ritiene che quest'aria sintetizzi il vero significato dell'opera: condensando in ampi gruppi un numero indeterminato di donne, mostra l'universalità di don Giovanni come simbolo di vita estetica e sensuale. Tra l'altro, Kierkegaard pone in epigrafe al Diario del seduttore due versi tratti da tale aria: "Sua passion predominante/È la giovin principiante".
Alcuni commentatori ritengono che diverse tecniche nel testo e nella musica sono funzionali a dare un messaggio di universalità, qualcosa di estraneo alla mera umoristica catalogazione delle donne. Luigi Dallapiccola sottolinea che il verso Cento in Francia, in Turchia novantuna rompe il ritmo degli ottonari illuminando così l'intera aria. Secondo Massimo Mila, questa gag degna della Commedia dell'arte, che era accompagnata dal gesto di srotolare il catalogo verso il pubblico diede il via all'interpretazione romantica della figura di don Giovanni. Secondo i romantici, infatti, l'ossessione espressa nel catalogo simboleggia la tensione verso l'Assoluto.
L'aria è alla base di In Re Don Giovanni di Michael Nyman del 1977, il suo primo lavoro per la Michael Nyman Band. Questo brano, infatti, è costruito a partire dalle prime quindici battute dell'aria mozartiana.
Nel linguaggio cartotecnico e tipografico, il leporello è un unico foglio ripiegato a soffietto, proprio come il servitore del don Giovanni avrebbe dispiegato per mostrare il lungo catalogo delle conquiste amorose. In epoca vittoriana, i leporellos divennero souvenir di viaggio, raccolte di immagini dei luoghi visitati (e poi anche cartoline turistiche), connesse a fisarmonica e ripiegate in una sorta di libretto; ancora oggi questo formato grafico si utilizza per album, libri illustrati, materiale pubblicitario.

## Discografia

### CD
- Samuel Ramey – Mozart "The da Ponte operas". Riccardo Muti – EMI 2002, direttore: Riccardo Muti
- Gregory Yurisich – Mozart Don Giovanni, EMI - Virgin Classics, 2003, direttore: Roger Norrington
- Huub Claessens – Wolfgang Amadeus Mozart "Complete Works", Brilliant Classics, 2005, direttore: Sigiswald Kuijken

### DVD
- Stefano de Peppo – "Great Operas - Great Voices" – Membran Music Ltd/Pan Dream S.R.L., direttore: Michael Halasz
- Ildebrando D'Arcangelo – The Complete Operas Salzburger Festspiele, Unitel Classica (DECCA), 2006, Don Giovanni, direttore: Daniel Harding
- Ferruccio Furlanetto – Mozart - Don Giovanni, Sony BMG Music International, 2008, direttore: Herbert von Karajan